# Budynek mieszkalny

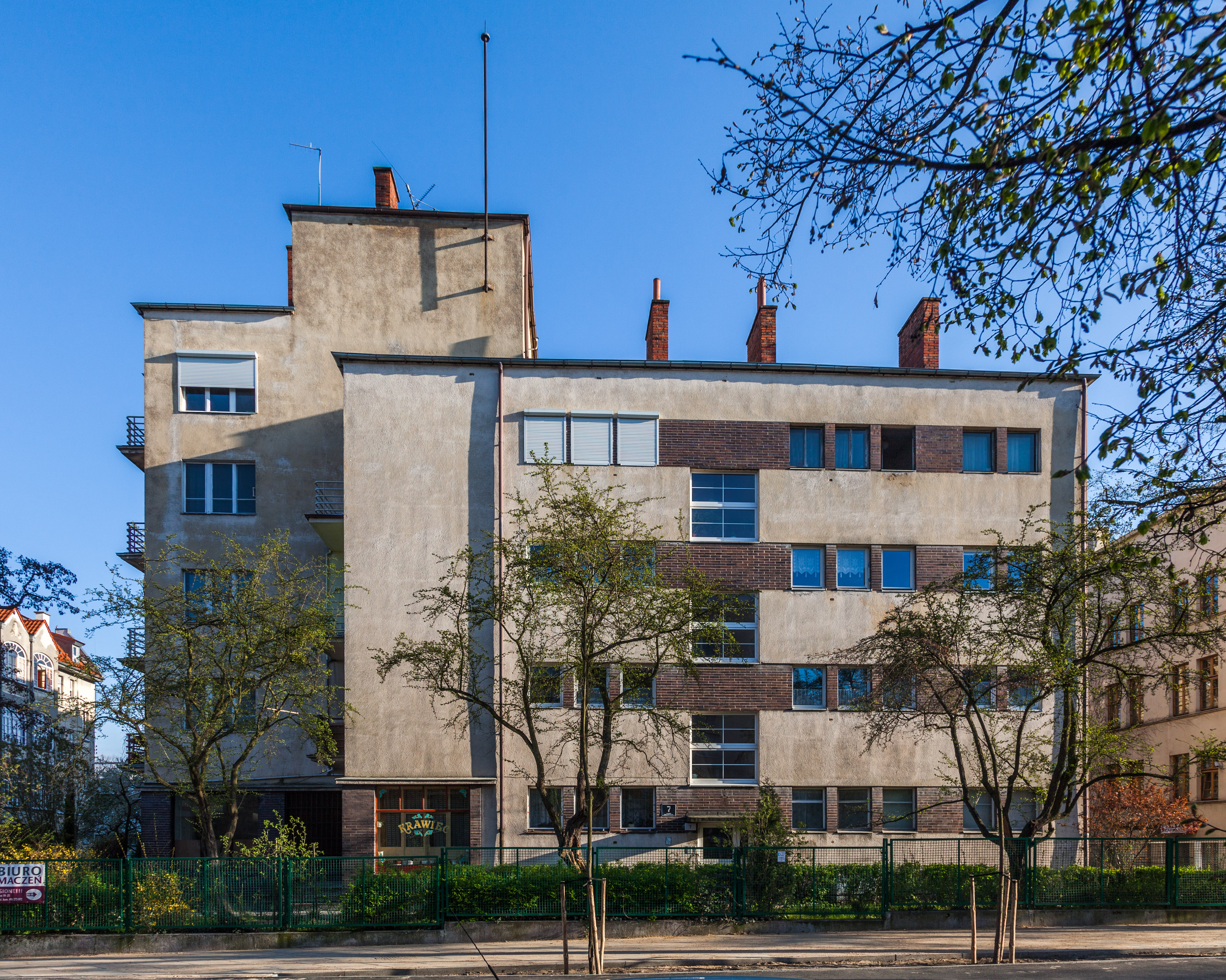
Budynek mieszkalny w Toruniu

Budynek mieszkalny – obiekt budowlany, którego co najmniej połowa całkowitej powierzchni użytkowej jest wykorzystywana do celów mieszkalnych. W przypadkach, gdy mniej niż połowa całkowitej powierzchni użytkowej wykorzystywana jest na cele mieszkalne, budynek taki klasyfikowany jest jako niemieszkalny zgodnie z jego przeznaczeniem.